# Ducati 500 GP
La 500 GP è una motocicletta da competizione costruita dalla Ducati dal 1971 al 1972.

## Storia
La richiesta di una 500 da Gran Premio arrivò ad inizio anni settanta dalla direzione generale Ducati, desiderosa di rientrare nelle corse che aveva abbandonato a fine stagione 1958. Fabio Taglioni, capo dell'ufficio tecnico della Casa di Borgo Panigale, riprese due idee già sperimentate in passato: la distribuzione azionata da coppie coniche, già impiegata con successo sulle Ducati stradali e da competizione, e il motore a V di 90°, utilizzato sul prototipo Apollo del 1962.
La prima versione della moto fu realizzata in breve tempo, partendo da un carter motore fuso in terra, termiche e distribuzione di una Ducati 250 stradale elaborata, un telaio a doppia culla aperta, sospensioni Ceriani, freni a disco. Il motore poteva avere testate a due valvole o a quattro valvole per cilindro, con potenze rispettivamente di 63 CV a 11.500 giri/min per la versione a due valvole e 65 CV a 12.000 giri/min per la quattro valvole; nella versione definitiva (a due valvole) la potenza salì a 72 CV a 11.000-12.000 giri/min. Successivamente la moto fu rivista nel telaio, ora realizzato dallo specialista britannico Colin Seeley e testato, tra gli altri, da Mike Hailwood.
Il debutto avvenne il 14 marzo 1971 a Modena, prima gara del Campionato Italiano: a pilotare la bicilindrica bolognese furono chiamati Bruno Spaggiari ed Ermanno Giuliano, entrambi ritiratisi. Nella seconda gara, il 12 aprile a Imola, Giuliano fu secondo dietro a Giacomo Agostini, con Spaggiari ancora ritirato. Identico risultato una settimana dopo a Cesenatico. Il 30 maggio a Škofja Loka Gilberto Parlotti diede alla mezzo litro Ducati la sua prima (e unica) vittoria. In occasione del GP delle Nazioni la bicilindrica bolognese fece anche il suo esordio iridato: Spaggiari si ritirò, mentre Phil Read fu quarto. L'inglese fu protagonista di una buona prestazione a Sanremo il 10 ottobre, secondo dietro ad Agostini e davanti alle altre Ducati di Parlotti e Giuliano.
Nella stagione 1972 la Ducati 500 fu schierata al GP delle Nazioni: Spaggiari fu terzo e Paul Smart quarto. Dopo questa prestazione la 500 GP fu accantonata a favore di una tre cilindri realizzata in collaborazione con l'ingegnere britannico Harry Ricardo, che però non raccolse risultati di rilievo in quanto afflitta da gravi problemi meccanici. La Ducati si dedicò quindi con gran successo alle corse per moto derivate dalla serie, rientrando nel Motomondiale solo nel 2003 con la Desmosedici.

## La "GP 500 Armaroli"

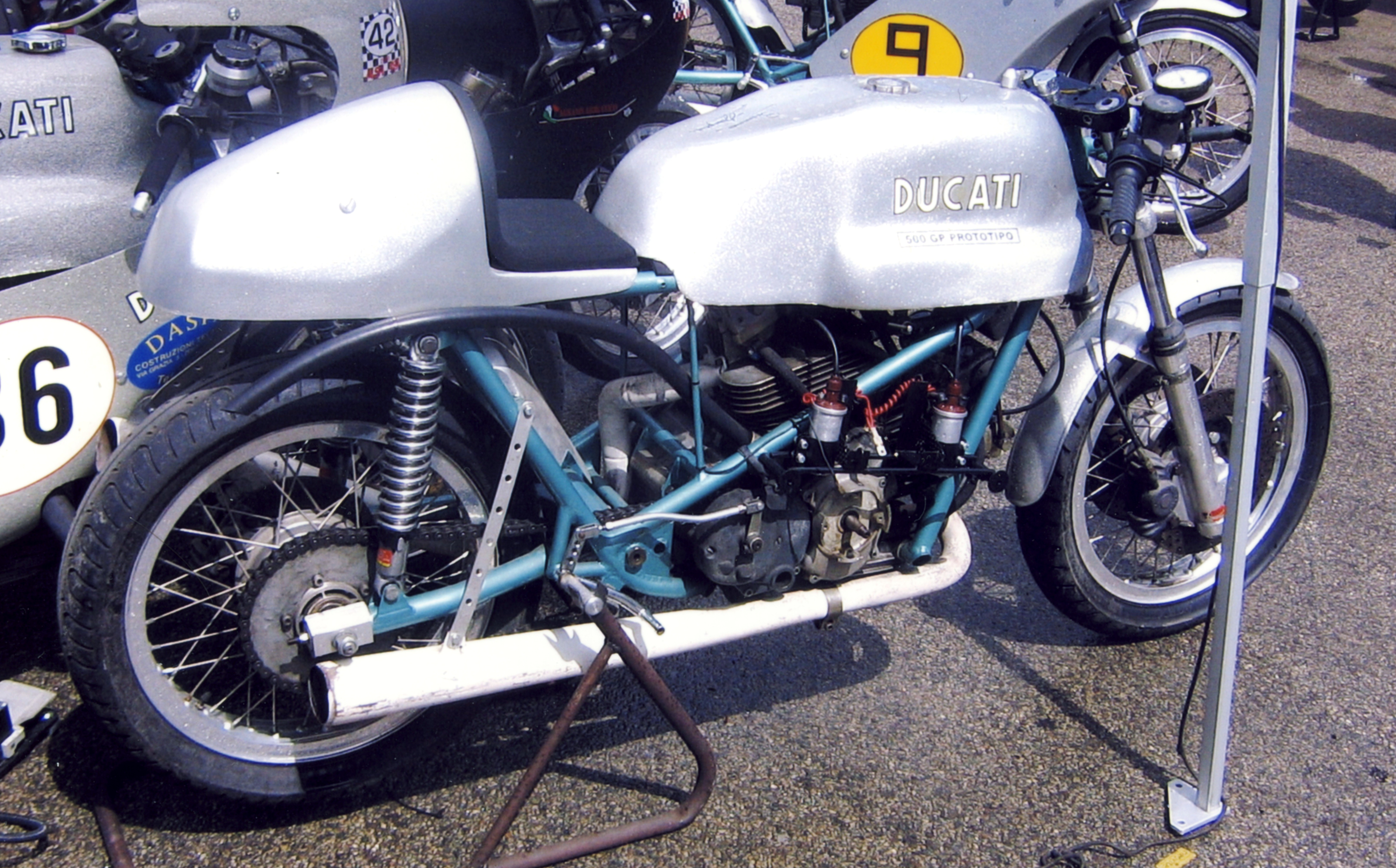
La 500 rivista da Armaroli

Degna di nota la trasformazione realizzata nel 1972 da Renato Armaroli, su richiesta della Ducati, che prevedeva la sostituzione delle coppie coniche con delle cinghie dentate in gomma, già ideata e attuata dal tecnico bolognese per la Mototrans, sul monocilindrico della Ducati 250 Mach 1, nel 1965.
Armaroli, valente motorista dei reparti corse FB Mondial, Ducati, Benelli, Mototrans e Tecno, oltre alla distribuzione bialbero a quattro valvole azionata da cinghia, operò varie modifiche, in particolare per accogliere le possibilità evolutive degli impianti di alimentazione che la tecnica dell'epoca faceva intravedere.

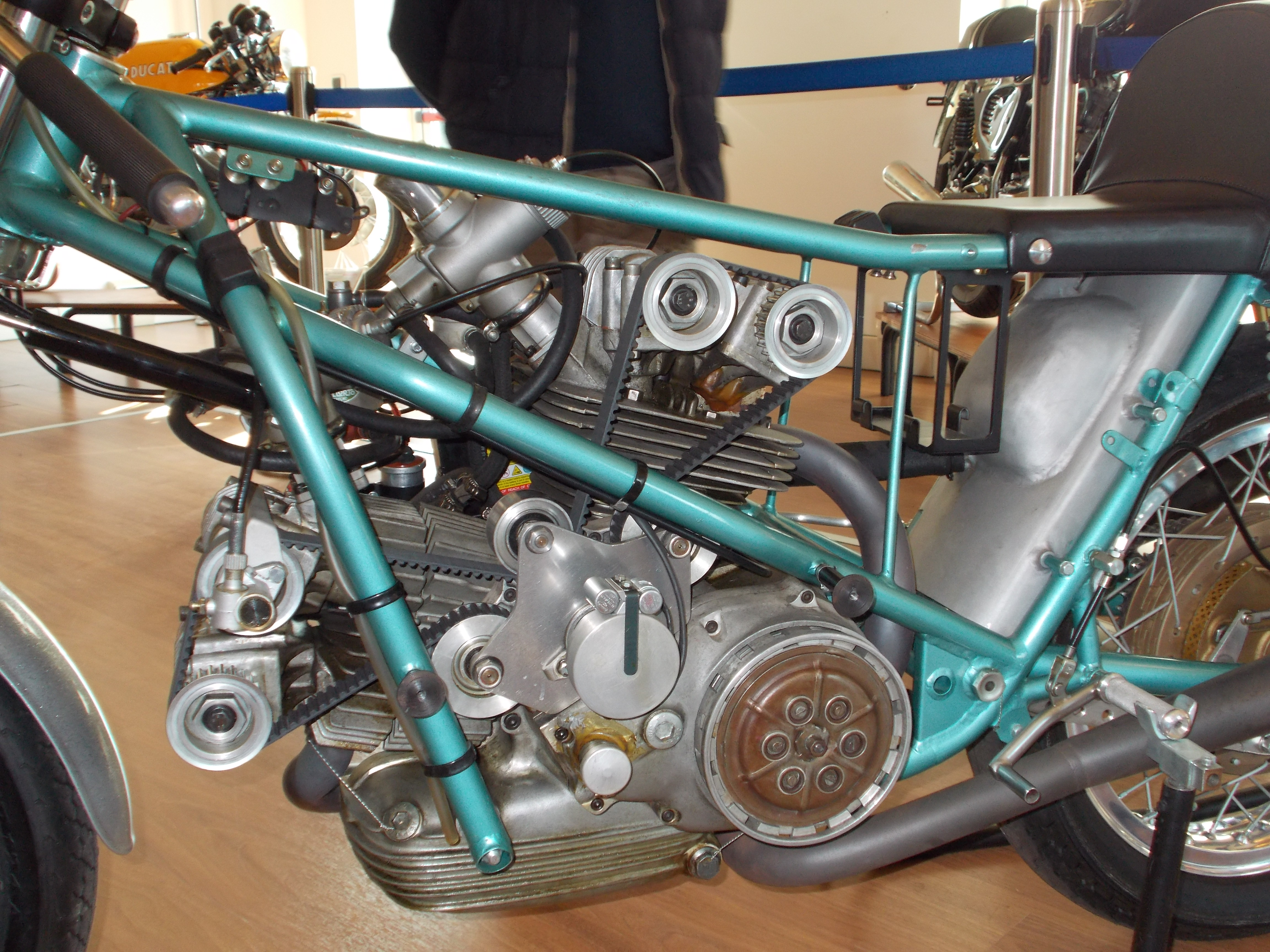
La 500 GP Armaroli priva di carena e serbatoio

L'intuizione più innovativa fu lo spostamento dello scarico nella parte posteriore del cilindro verticale, in modo da consentire di alloggiare i carburatori centralmente alla "V", dotandoli di condotti d'aspirazione pressoché rettilinei e, soprattutto, creando le condizioni per il successivo posizionamento del sistema di iniezione.
Tuttavia, il "motore Armaroli" non arrivò mai a sperimentare l'iniezione perché, provato al banco dinamometrico, restituì una potenza inferiore di 1 CV rispetto al "500" da cui derivava e il progetto fu cancellato: solo decenni dopo si scoprì che tale deficit era stato causato da una valvola puntata, ovvero dall'assenza di gioco tra la camme dell'albero e la valvola che non ne permetteva la completa chiusura in fase di scoppio, determinando una sensibile diminuzione della potenza. La Ducati, in seguito, adottò varie innovazioni tecniche di questo motore, come la distribuzione a cinghia dentata, a fine anni settanta per la Pantah stradale, e il sistema di alimentazione e scarico, a fine anni ottanta sulla prima Superbike della Casa di Borgo Panigale, la Ducati 851.